# Astugue
Astugue é uma comuna francesa na região administrativa de Occitânia, no departamento dos Altos Pirenéus. Estende-se por uma área de 7,96 km², Em 2010 a comuna tinha 269 habitantes (densidade: 33,8 hab./km²)..